# Sugarcubes Interview Disc
Sugarcubes Interview Disc es un álbum de entrevista al grupo de rock-pop islandés The Sugarcubes en el año 1988. El lanzamiento fue en formato LP a través de la discográfica Baktabak.
Para ese momento The Sugarcubes estaba en su apogeo debido al éxito logrado con el primer álbum Life's Too Good. El grupo estaba liderado por Einar Örn Benediktsson y Björk Guðmundsdóttir el resto de los integrantes eran Þór Eldon Jónsson, Einar Melax, Bragi Ólafsson y Sigtryggur Baldursson.
El lanzamiento de este disco se limitó a Islandia.